# Mishawaka
Mishawaka é uma cidade localizada no estado americano de Indiana, no Condado de St. Joseph.

## Demografia
Segundo o censo americano de 2006, a sua população era de 48.912 habitantes.
Em 2010, foi estimada uma população de 48.252, um descréscimo de 660 pessoas (1.3%).

## Geografia
De acordo com o United States Census Bureau tem uma área de
41,6 km², dos quais 40,7 km² cobertos por terra e 0,9 km² cobertos por água.

## Localidades na vizinhança
O diagrama seguinte representa as localidades num raio de 8 km ao redor de Mishawaka.